# 오버슈팅 모델
오버슈팅 모델(Overshooting model) 또는 환율 오버슈트 가설(exchange rate overshoot hypothesis)은 경제학자 뤼디거 돈부쉬가 처음 개발한 것으로, 높은 수준의 환율 변동성에 대한 이론적 설명이다. 이 모델의 주요 특징에는 상품 가격이 단기적으로 경직되거나 변화가 느리다는 가정이 포함되지만, 통화 가격은 유연하고, 자산 시장의 차익거래는 노출되지 않은 이자 패리티 방정식을 통해 유지되며, 환율 변화에 대한 기대는 "일관적"이다. 즉, 합리적이다. 이 모델의 가장 중요한 통찰력은 경제의 일부 부분에서 조정 지연이 다른 부분에서 보상 변동성을 유발할 수 있다는 것이다. 특히, 외생변수가 변할 때 환율에 미치는 단기 효과는 장기 효과보다 클 수 있으므로 단기적으로 환율은 새로운 균형 장기 가치를 초과한다.
돈부쉬는 많은 경제학자들이 이상적인 시장이 균형에 도달하고 그 상태를 유지해야 한다는 견해를 갖고 있을 때 이 모델을 개발했다. 이러한 관점에서 볼 때 시장의 변동성은 해당 시장의 불완전하거나 비대칭 정보 또는 조정 장애의 결과일 수 있다. 이러한 견해를 거부하면서 돈부쉬는 변동성이 사실 그보다 훨씬 더 근본적인 특성이라고 주장했다.
이 모델에 따르면, 통화 정책에 변화가 생기면(예: 예상치 못한 통화 공급의 영구적인 증가) 시장은 가격과 수량 간의 새로운 균형에 맞춰 조정된다. 처음에는 상품 가격의 "경직성" 때문에 새로운 단기 균형 수준은 먼저 금융 시장 가격의 변화를 통해 달성된다. 그런 다음 점차적으로 상품 가격이 "고정 해제"되고 새로운 균형으로 이동함에 따라 외환시장은 지속적으로 가격을 조정하여 새로운 장기 균형 수준에 접근한다. 이 과정이 순조롭게 진행된 후에야 국내 화폐시장, 외환시장, 상품시장에서 새로운 장기적 균형이 달성될 것이다.
결과적으로 외환시장은 처음에는 화폐 변화에 과민반응하여 새로운 단기 균형을 달성하게 된다. 시간이 지남에 따라 상품 가격은 결국 반응하여 외환 시장의 과잉 반응이 사라지고 경제가 모든 시장에서 새로운 장기 균형에 도달하게 된다.

## 같이 보기
- 환율